# Ghosts (film, 1915)
Pour les articles homonymes, voir Ghosts.
Ghosts est un film américain réalisé par John Emerson et George Nichols en 1915.
Ghosts est l'adaptation pour la télévision du film, produit en 1986.

## Fiche technique
- Réalisation : George Nichols, John Emerson
- Scénario : John Emerson, Russel E. Smith, d'après la pièce Les Revenants de Henrik Ibsen
- Production : David Wark Griffith
- Costumes : Erich von Stroheim
- Durée : 49 minutes
- Date de sortie : États-Unis : juin 1915

## Distribution
- Henry B. Walthall : Captain Arling / Oswald
- Mary Alden : Helen Arling
- Nigel De Brulier : Pasteur Manders
- Loretta Blake : Regina
- Juanita Archer : Johanna
- Monte Blue
- Al W. Filson : le docteur
- Karl Formes : Henrik Ibsen
- Chandler House
- Thomas Jefferson
- Erich von Stroheim